# Masters of Sex/Episodenliste
Diese Episodenliste enthält alle Episoden der US-amerikanischen Dramaserie Masters of Sex, sortiert nach der US-amerikanischen Erstausstrahlung. Zwischen 2013 und 2016 entstanden in vier Staffeln insgesamt 46 Episoden mit einer Länge von jeweils etwa 55 Minuten.

## Übersicht
| Staffel | Episodenanzahl | Erstausstrahlung USA | Erstausstrahlung USA | Deutschsprachige Erstausstrahlung | Deutschsprachige Erstausstrahlung |
| Staffel | Episodenanzahl | Staffelpremiere      | Staffelfinale        | Staffelpremiere                   | Staffelfinale                     |
| ------- | -------------- | -------------------- | -------------------- | --------------------------------- | --------------------------------- |
| 1       | 12             | 29. September 2013   | 15. Dezember 2013    | 5. Dezember 2013                  | 20. Februar 2014                  |
| 2       | 12             | 13. Juli 2014        | 28. September 2014   | 2. September 2014                 | 18. November 2014                 |
| 3       | 12             | 12. Juli 2015        | 27. September 2015   | 15. September 2015                | 1. Dezember 2015                  |
| 4       | 10             | 11. September 2016   | 13. November 2016    | 28. September 2016                | 30. November 2016                 |

## Staffel 1
Die Erstausstrahlung der ersten Staffel war vom 29. September bis zum 15. Dezember 2013 auf dem US-amerikanischen Kabelsender Showtime zu sehen. Die deutschsprachige Erstausstrahlung sendete der Pay-TV-Sender Sky Atlantic HD vom 5. Dezember 2013 bis zum 20. Februar 2014.
| Nr. (ges.) | Nr. (St.) | Deutscher Titel                | Originaltitel        | Erstausstrahlung USA | Deutschsprachige Erstausstrahlung (D) | Regie               | Drehbuch                                 | Quoten (USA) |
| ---------- | --------- | ------------------------------ | -------------------- | -------------------- | ------------------------------------- | ------------------- | ---------------------------------------- | ------------ |
| 1          | 1         | Pilot                          | Pilot                | 29. Sep. 2013        | 5. Dez. 2013                          | John Madden         | Michelle Ashford                         | 1,00 Mio.    |
| 2          | 2         | Mission ins Unbekannte         | Race to Space        | 6. Okt. 2013         | 12. Dez. 2013                         | Michael Dinner      | Michelle Ashford                         | 1,09 Mio.    |
| 3          | 3         | Abweichungen von der Norm      | Standard Deviation   | 13. Okt. 2013        | 19. Dez. 2013                         | Lawrence Trilling   | Sam Shaw                                 | 1,04 Mio.    |
| 4          | 4         | Danke, dass Sie gekommen sind  | Thank You For Coming | 20. Okt. 2013        | 26. Dez. 2013                         | Jennifer Getzinger  | Amy Lippma                               | 1,01 Mio.    |
| 5          | 5         | Catherine                      | Catherine            | 27. Okt. 2013        | 2. Jan. 2014                          | Michael Apted       | Sam Shaw & Michelle Ashford              | 1,01 Mio.    |
| 6          | 6         | Schöne neue Welt               | Brave New World      | 3. Nov. 2013         | 9. Jan. 2014                          | Adam Davidson       | Lyn Greene & Richard Levine              | 0,93 Mio.    |
| 7          | 7         | Jetzt alle zusammen            | All Together Now     | 10. Nov. 2013        | 16. Jan. 2014                         | Tim Fywell          | Tyler Bensinger                          | 1,10 Mio.    |
| 8          | 8         | Verliebt, verlobt, verheiratet | Love and Marriage    | 17. Nov. 2013        | 23. Jan. 2014                         | Michael Apted       | Michael Cunningham Idee: Tyler Bensinger | 1,05 Mio.    |
| 9          | 9         | Unfreiwillig                   | Involuntary          | 24. Nov. 2013        | 30. Jan. 2014                         | Jennifer Getzinger  | Noelle Valdivia                          | 1,13 Mio.    |
| 10         | 10        | Atomstaub                      | Fallout              | 1. Dez. 2013         | 6. Feb. 2014                          | Lesli Linka Glatter | Sam Shaw                                 | 1,08 Mio.    |
| 11         | 11        | Phallische Siege               | Phallic Victories    | 8. Dez. 2013         | 13. Feb. 2014                         | Phil Abraham        | Amy Lippman                              | 1,23 Mio.    |
| 12         | 12        | Griff nach den Sternen         | Manhigh              | 15. Dez. 2013        | 20. Feb. 2014                         | Michael Dinner      | Michelle Ashford                         | 1,21 Mio.    |

## Staffel 2
Die Erstausstrahlung der zweiten Staffel war vom 13. Juli bis zum 28. September 2014 auf dem US-amerikanischen Kabelsender Showtime zu sehen. Die deutschsprachige Erstausstrahlung sendete der Pay-TV-Sender Sky Atlantic HD vom 2. September bis zum 18. November 2014.
| Nr. (ges.) | Nr. (St.) | Deutscher Titel                    | Originaltitel                        | Erstausstrahlung USA | Deutschsprachige Erstausstrahlung (D) | Regie          | Drehbuch                          | Quoten (USA) |
| ---------- | --------- | ---------------------------------- | ------------------------------------ | -------------------- | ------------------------------------- | -------------- | --------------------------------- | ------------ |
| 13         | 1         | Eine Frage des Blickwinkels        | Parallax                             | 13. Juli 2014        | 2. Sep. 2014                          | Michael Apted  | Michelle Ashford                  | 0,83 Mio.    |
| 14         | 2         | Der erste Tag                      | Kyrie Eleison                        | 20. Juli 2014        | 9. Sep. 2014                          | Michael Apted  | David Flebotte                    | 0,72 Mio.    |
| 15         | 3         | Ein Meister im Antäuschen          | Fight                                | 27. Juli 2014        | 16. Sep. 2014                         | Michael Apted  | Amy Lippman                       | 0,84 Mio.    |
| 16         | 4         | Auf frischer Tat ertappt           | Dirty Jobs                           | 3. Aug. 2014         | 23. Sep. 2014                         | Michael Engler | Steven Levenson                   | 0,71 Mio.    |
| 17         | 5         | Giganten                           | Giants                               | 10. Aug. 2014        | 30. Sep. 2014                         | Jeremy Webb    | Bathsheba Doran                   | 0,97 Mio.    |
| 18         | 6         | Dunkle Schatten                    | Blackbird                            | 17. Aug. 2014        | 7. Okt. 2014                          | Keith Gordon   | Eileen Myers                      | 0,79 Mio.    |
| 19         | 7         | Funktionsstörungen                 | Asterion                             | 24. Aug. 2014        | 14. Okt. 2014                         | Michael Dinner | David Flebotte & Michelle Ashford | 0,84 Mio.    |
| 20         | 8         | Spieglein, Spieglein               | Mirror, Mirror                       | 31. Aug. 2014        | 21. Okt. 2014                         | Michael Apted  | Steven Levenson                   | 0,73 Mio.    |
| 21         | 9         | Die Geschichte meines Lebens       | Story of My Life                     | 7. Sep. 2014         | 28. Okt. 2014                         | Jeremy Webb    | Amy Lippman                       | 0,76 Mio.    |
| 22         | 10        | Unter der Gürtellinie              | Below the Belt                       | 14. Sep. 2014        | 4. Nov. 2014                          | Adam Arkin     | Bathsheba Doran & Eileen Myers    | 0,80 Mio.    |
| 23         | 11        | Alles nur Show                     | One for the Money, Two for the Show  | 21. Sep. 2014        | 11. Nov. 2014                         | Adam Bernstein | Amy Lippman                       | 0,71 Mio.    |
| 24         | 12        | Die Revolution wird nicht gesendet | The Revolution Will Not Be Televised | 28. Sep. 2014        | 18. Nov. 2014                         | Adam Arkin     | Michelle Ashford                  | 0,89 Mio.    |

## Staffel 3
Die Erstausstrahlung der dritten Staffel war vom 12. Juli bis zum 27. September 2015 auf dem US-amerikanischen Kabelsender Showtime zu sehen. Die deutschsprachige Erstausstrahlung sendet der Pay-TV-Sender Sky Atlantic HD vom 15. September bis zum 1. Dezember 2015.
| Nr. (ges.) | Nr. (St.) | Deutscher Titel                 | Originaltitel             | Erstausstrahlung USA | Deutschsprachige Erstausstrahlung (D) | Regie              | Drehbuch                          | Quoten (USA) |
| ---------- | --------- | ------------------------------- | ------------------------- | -------------------- | ------------------------------------- | ------------------ | --------------------------------- | ------------ |
| 25         | 1         | Ein höheres Ziel                | Parliament of Owls        | 12. Juli 2015        | 15. Sep. 2015                         | Jeremy Webb        | Michelle Ashford                  | 0,58 Mio.    |
| 26         | 2         | Den Schein wahren               | Three’s a Crowd           | 19. Juli 2015        | 22. Sep. 2015                         | Dean Parisot       | Amy Lippman                       | 0,54 Mio.    |
| 27         | 3         | Der Geruch von Sex              | The Excitement of Release | 26. Juli 2015        | 29. Sep. 2015                         | Miguel Sapochnik   | Steven Levenson                   | 0,51 Mio.    |
| 28         | 4         | Der Reiz von braunem Packpapier | Undue Influence           | 2. Aug. 2015         | 6. Okt. 2015                          | Christopher Manley | Gina Fattore                      | 0,59 Mio.    |
| 29         | 5         | Die Kurvatur der Sehnsucht      | Matters of Gravity        | 9. Aug. 2015         | 13. Okt. 2015                         | Adam Arkin         | Esta Spalding                     | 0,55 Mio.    |
| 30         | 6         | Im Bann der Pheromone           | Two Scents                | 16. Aug. 2015        | 20. Okt. 2015                         | Michael Weaver     | David Flebotte                    | 0,73 Mio.    |
| 31         | 7         | Affenliebe                      | Monkey Business           | 23. Aug. 2015        | 27. Okt. 2015                         | Adam Arkin         | Michelle Ashford & David Flebotte | 0,64 Mio.    |
| 32         | 8         | Ersatzpartner                   | Surrogates                | 30. Aug. 2015        | 3. Nov. 2015                          | Matt Earl Beesley  | Steven Levenson                   | 0,69 Mio.    |
| 33         | 9         | Eifersucht                      | High Anxiety              | 6. Sep. 2015         | 10. Nov. 2015                         | Dan Attias         | Jonathan Igla                     | 0,56 Mio.    |
| 34         | 10        | Durch einen Spiegel             | Through a Glass, Darkly   | 13. Sep. 2015        | 17. Nov. 2015                         | Jeremy Webb        | Steven Levenson & Esta Spalding   | 0,60 Mio.    |
| 35         | 11        | Ein Tisch für vier              | Party of Four             | 20. Sep. 2015        | 24. Nov. 2015                         | Susanna White      | Amy Lippman                       | 0,55 Mio.    |
| 36         | 12        | Ausgezählt                      | Full Ten Court            | 27. Sep. 2015        | 1. Dez. 2015                          | Michael Apted      | Michelle Ashford                  | 0,61 Mio.    |

## Staffel 4
Die Erstausstrahlung der vierten Staffel war vom 11. September bis zum 13. November 2016 auf dem US-amerikanischen Kabelsender Showtime zu sehen. Die deutschsprachige Erstausstrahlung sendete der Pay-TV-Sender Sky Atlantic HD vom 28. September bis zum 30. November 2016.
| Nr. (ges.) | Nr. (St.) | Deutscher Titel               | Originaltitel         | Erstausstrahlung USA | Deutschsprachige Erstausstrahlung (D) | Regie               | Drehbuch            | Quoten (USA) |
| ---------- | --------- | ----------------------------- | --------------------- | -------------------- | ------------------------------------- | ------------------- | ------------------- | ------------ |
| 37         | 1         | Freier Fall                   | Freefall              | 11. Sep. 2016        | 28. Sep. 2016                         | Colin Bucksey       | Michelle Ashford    | 0,52 Mio.    |
| 38         | 2         | Bestandsaufnahme              | Inventory             | 18. Sep. 2016        | 5. Okt. 2016                          | Jeremy Webb         | Steven Levenson     | 0,42 Mio.    |
| 39         | 3         | Protokoll der Lust            | The Pleasure Protocol | 25. Sep. 2016        | 12. Okt. 2016                         | Adam Arkin          | Ellen Fairey        | 0,42 Mio.    |
| 40         | 4         | Mäntel oder Schlüssel         | Coats or Keys         | 2. Okt. 2016         | 19. Okt. 2016                         | Colin Bucksey       | Amy Lippman         | 0,53 Mio.    |
| 41         | 5         | Außenseiter                   | Outliers              | 9. Okt. 2016         | 26. Okt. 2016                         | Eric Tignini        | Esta Spalding       | 0,34 Mio.    |
| 42         | 6         | Nur die Familie               | Family Only           | 16. Okt. 2016        | 2. Nov. 2016                          | Colin Bucksey       | Seth Fisher         | 0,51 Mio.    |
| 43         | 7         | Die Freuden der Partnerschaft | In To Me You See      | 23. Okt. 2016        | 9. Nov. 2016                          | Michael Apted       | Matthew-Lee Erlbach | 0,49 Mio.    |
| 44         | 8         | Topeka                        | Topeka                | 30. Okt. 2016        | 16. Nov. 2016                         | Julie Anne Robinson | Esta Spalding       | 0,39 Mio.    |
| 45         | 9         | Tag und Nacht                 | Night and Day         | 6. Nov. 2016         | 23. Nov. 2016                         | Karyn Kusama        | Steven Levenson     | 0,46 Mio.    |
| 46         | 10        | Im Angesicht Gottes           | The Eyes of God       | 13. Nov. 2016        | 30. Nov. 2016                         | Michael Apted       | Michelle Ashford    | 0,46 Mio.    |